# トリスタン・クロフォード
トリスタン・クロフォード（Tristan Crawford、1982年7月22日 - ）はアメリカ合衆国アラスカ州アンカレジ出身のプロ野球選手(投手)。右投右打。

## 経歴
2003年に、ミネソタ・ツインズと契約した。
2006年開幕前の3月には、この年から開催される事となったワールド・ベースボール・クラシック(WBC)のオーストラリア代表に選出された。
2007年オフの11月には、「日豪親善 野球日本代表最終強化試合」のオーストラリア代表に選出された。
2008年にツインズを退団した。
2009年開幕前の3月に、第2回WBCのオーストラリア代表に選出された2大会連続2度目の選出となった。

## 選手としての特徴
190センチを超える長身から150キロ近い速球を武器とするが、変化球や制球力の精度に欠ける。

## 詳細情報

### 代表歴
- 2006 ワールド・ベースボール・クラシック・オーストラリア代表
- 2009 ワールド・ベースボール・クラシック・オーストラリア代表